# Jean V de Tulles
Jean V de Tulles (Avignon, midden 16e eeuw – Caderousse, 5 augustus 1608) was bisschop van Orange (1572-1608). Hij leefde grotendeels in ballingschap en werkte tijdelijk als baljuw van Carpentras (1592-1597) in de Comtat Venaissin, een pauselijke staat. Het prinselijk bestuur van Orange was in handen van Willem de Zwijger.

## Levensloop

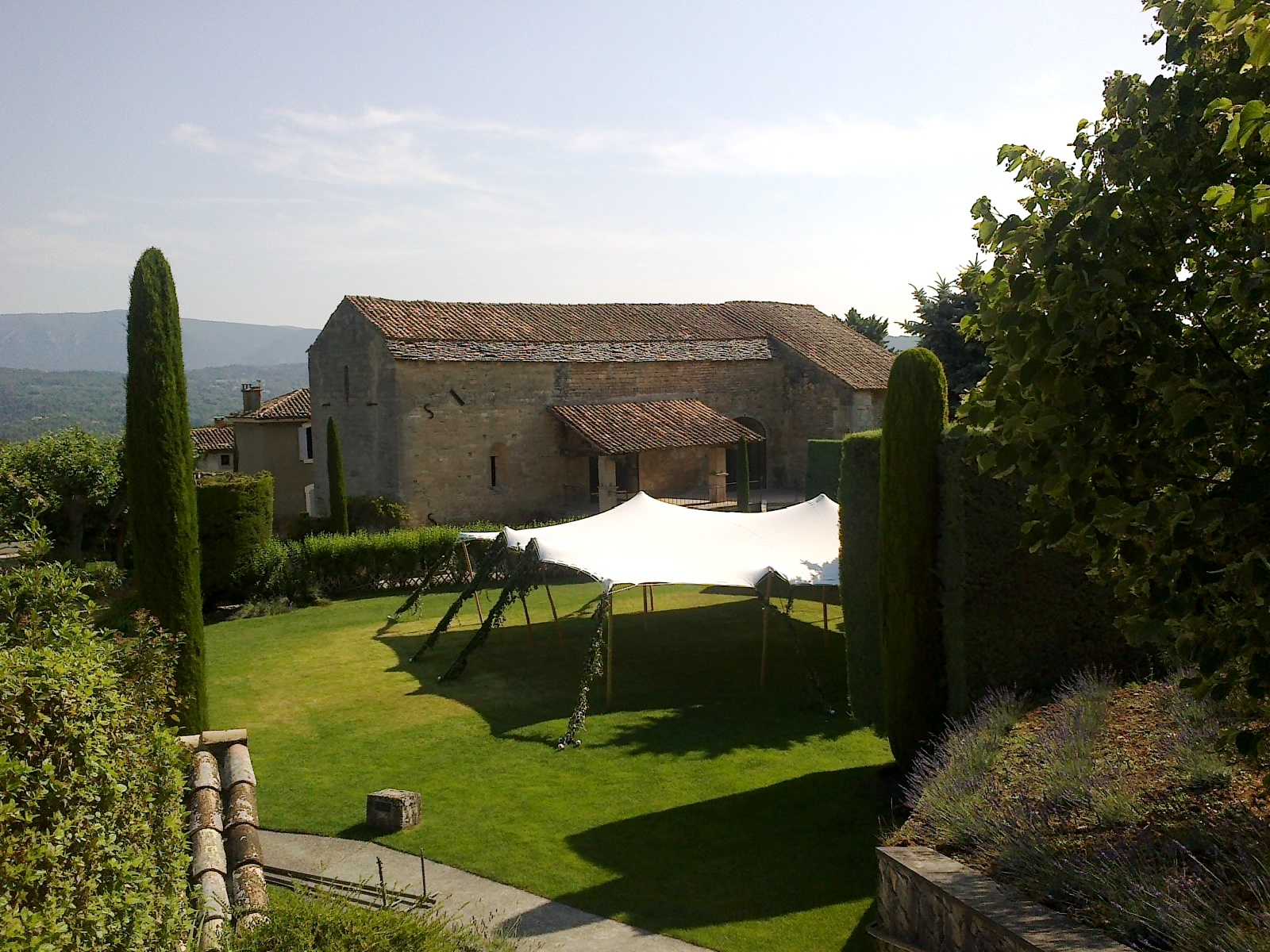
Voormalige abdij van Saint-Eusèbe in Frankrijk, toen in het Heilige Roomse Rijk

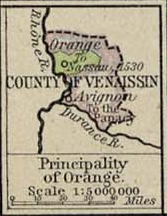
Omwille van het protestants bestuur van Willem de Zwijger in het prinsdom Oranje (groen), leefden katholieke notabelen in het buurland Comtat Venaissin (rood).

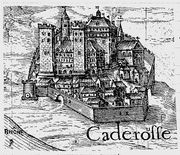
Ballingsoord van Jean V in de stad Caderousse in Comtat Venaissin

### Jonge jaren
Jean de Tulles groeide op in Avignon, waar hij geboren was. Avignon lag in de pauselijke staat Comtat Venaissin, naast het koninkrijk Frankrijk. Zijn familie was verwant met de heren van Villefranche in het Heilige Roomse Rijk. Hij ging voor een klerikale carrière en was titulair abt van Saint-Eusèbe, een benedictijnenabdij in het bisdom Apt, eveneens in het Heilige Roomse Rijk. De Tulles was kanselier van de universiteit van Avignon toen paus Gregorius XIII hem benoemde tot bisschop Jean V van Orange (1572).

### Bisschop zonder bisdom
Jean V kon zijn bisschopszetel in Orange niet innemen want protestanten bestuurden het prinsdom Oranje. Zowel Frankrijk als Orange kenden de godsdienstoorlogen. Willem de Zwijger was prins van Orange. De protestantse gouverneur van Orange was heer de Barchon. De Barchon had de plaats ingenomen van de katholieke gouverneur Vincent de Causans, met goedkeuring van Willem. De Barchon verbood de intrede van bisschop Jean V. Daarom leefde Jean V jaren in ballingschap in Caderousse, niet ver verwijderd van Orange. Caderousse was een stadje in de nabij gelegen pauselijke staat Comtat Venaissin. Door gevechten van pauselijke troepen was de stad Caderousse erin geslaagd de protestanten te verwijderen. Jean V leefde in het kasteel van Caderousse; in de stad leefden vele gevluchte katholieke notabelen van Orange. Jean V stuurde aan op een katholieke verovering van Orange maar dit faalde.

### Pact van Beaucaire
Na de moord op Willem de Zwijger (1584) leek het tij te keren voor Jean V. De opvolger prins Filips Willem van Oranje was de katholieke partij in Orange genegen. Filips Willem zat evenwel gevangen in Arévalo, in Spanje. Jean V dwong dan maar zelf alle partijen tot een religieus pact. Het werd het Pact van Beaucaire. Gouverneur de Barchon en kardinaal Georges d’Armagnac, gezant van de paus, kwamen tot een geschreven akkoord in Beaucaire. Dit akkoord liet toe dat katholieken mochten terugkeren naar Orange; bovendien mocht de Roomse geestelijkheid al haar bezittingen terugnemen. Maar Jean V merkte dat er op het terrein niets veranderde. Jean V smeekte koning Karel IX van Frankrijk een brief te schrijven naar gouverneur de Barchon om het Pact van Beaucaire te respecteren. De koninklijke brief had geen effect op de Barchon. Integendeel, gouverneur de Barchon liet geen enkele katholiek meer toe in Orange.

### Baljuw van Carpentras
Intussen was Jean V pauselijke nuntius geworden aan het hof van koning Hendrik III van Frankrijk (eind 16e eeuw). Paus Clemens VIII was tevreden van diens diplomatieke werk. Toen koning Hendrik IV de Franse godsdienstoorlogen afsloot door zich te bekeren van het protestant naar het katholieke geloof, zag de paus er het werk van bisschop Jean V in. Jean V kreeg van de paus een beloning. De paus benoemde Jean V tot baljuw van Carpentras (1592). Carpentras was de tweede grootste stad van de Comtat Venaissin, na de stad Avignon. Gedurende 5 jaar woonde Jean V in Carpentras. Hij oefende er het baljuwschap uit in pauselijke dienst. Tegelijkertijd hield hij de katholieke zaak in het buurland Orange in het oog. Vanuit de Languedoc, een Franse provincie, stormden troepen naar Orange; ze verjoegen de Barchon en andere protestantse notabelen. Jean V en zijn medewerkers haastten zich om bezit te nemen van de kathedraal van Orange (1597). Ook andere katholieken uit Caderousse keerden terug naar Orange. 

### Filips Willem van Oranje
Jean V stelde vast dat het bisdom Orange niets meer voorstelde: slechts 3 kanunniken in het kapittel van de kathedraal bevonden zich ter plaatse. Jean V liet priesters terug keren naar Orange en reorganiseerde zijn bisdom. Prins Filips Willem van Oranje kwam vrij uit Spaanse gevangenschap en nam méér contact op met Jean V. Tijdens een verblijf van Jean V in Parijs trad er een opstand uit tegen de bisschop. Lokale heren bleven de protestantse ex-gouverneur de Barchon steunen. Jean V trok zich opnieuw terug in zijn ballingoord Caderousse. Het was slechts met hulp van Hendrik IV, koning van Frankrijk, dat zowel Filips Willem van Oranje en bisschop Jean V triomfantelijk hun intrede hielden in Orange. Filips Willem proclameerde gelijke rechten voor beide godsdiensten in zijn prinsdom Oranje. 

### Levenseinde
Jean V leed aan jicht en wenste niet meer te verblijven in het bisschoppelijk paleis van Orange dat in puin lag. Hij verhuisde naar zijn luxueuze vertrekken van het kasteel in Caderousse, waar hij stierf in 1608. Zijn lichaam werd overgebracht naar Avignon en werd bij de franciscanen begraven.
Zijn neef en opvolger, Jean VI de Tulles, herstelde volledig het katholicisme ten nadele van de hugenoten in Orange.